# Gołąbek zielonawofioletowy

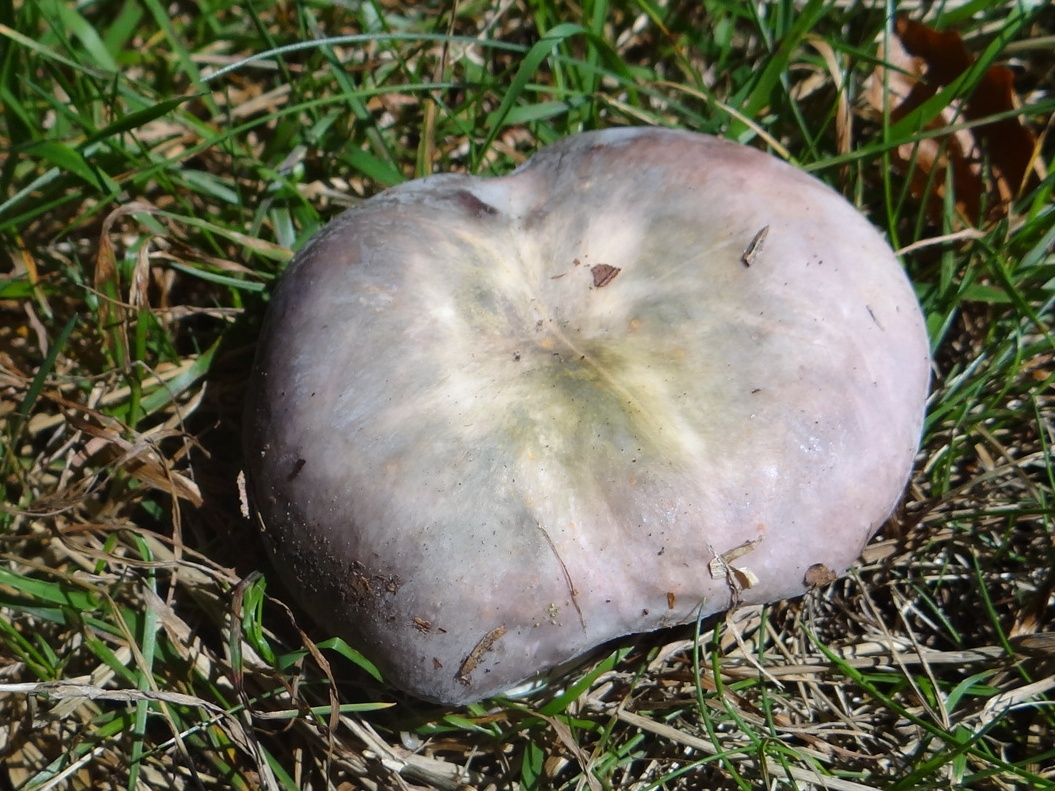

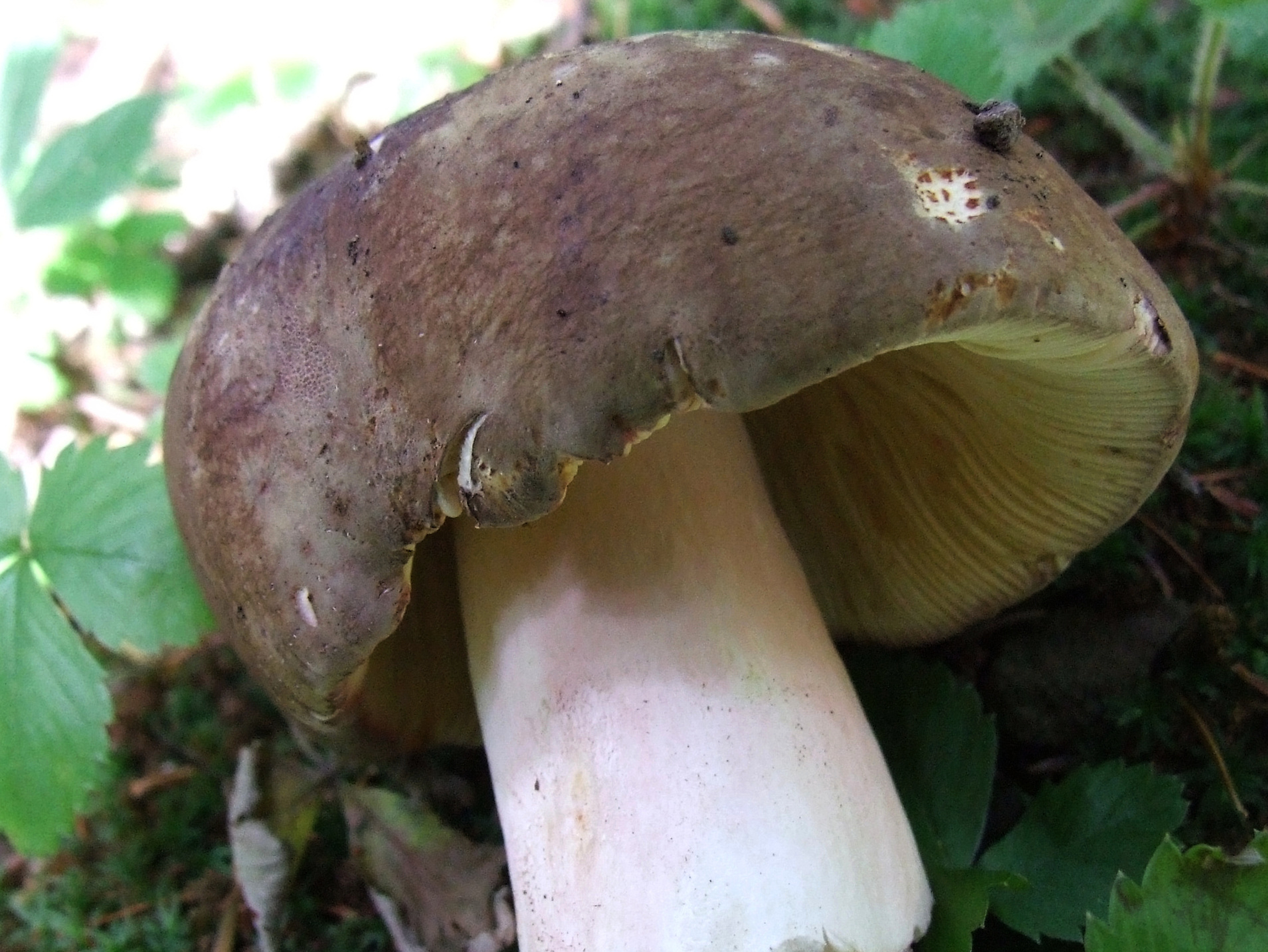
Jedna z form ubarwienia

Gołąbek zielonawofioletowy (Russula cyanoxantha (Schaeff.) Fr.) – gatunek grzybów z rodziny gołąbkowatych (Russulaceae).

## Systematyka i nazewnictwo
Pozycja w klasyfikacji według Index Fungorum: Russula, Russulaceae, Russulales, Incertae sedis, Agaricomycetes, Agaricomycotina, Basidiomycota, Fungi.
Po raz pierwszy opisał go w 1774 r. Jacob Christian Schaeffer, nadając mu nazwę Agaricus cyanoxanthus. Obecną, uznaną przez Index Fungorum nazwę nadał mu w 1883 r. Elias Fries, przenosząc go do rodzaju Russula.
Niektóre synonimy:
- Agaricus cyanoxanthus Schaeff. 1774
- Russula cutefracta Cooke 1881
- Russula cyanoxantha var. cutefracta (Cooke) Sarnari 1992
- Russula flavoviridis Romagn. 1962

Alina Skirgiełło w 1991 r. opisała go pod nazwą gołąbek modrożółty, jednak według Władysława Wojewody nazwa jest mylna, błędnie bowiem określa kolor jego kapelusza – nigdy nie występuje w nim barwa żółta. Wojewoda wprowadził nową nazwę – gołąbek zielonawofioletowy. W polskim piśmiennictwie mykologicznym ma też inne nazwy: gołąbek fioletowy, bedłka górkowa, olszówka, a w nazewnictwie ludowym gołąbek zielony, gołąbek zielonawy, gołąbka zielonawa, serowiatka zielonawa, syrojeżka zielonawa, zielonka.

## Morfologia
Kapelusz
Średnicy 5–15 cm. Młody półkulisty z podgiętym brzegiem, później wypukły, stary wklęsły do lejkowatego. Skórka przeważnie bez połysku. W czasie wilgotnej pogody skórka jest lepka, w czasie suchej błyszcząca. Istnieje duża zmienność w ubarwieniu kapelusza. Ma on kolor w różnych odcieniach koloru fioletowego, niebieskiego, różowego, ochrowego, oliwkowego i siwoczarniawego. Cały kapelusz może być ubarwiony jednolicie, ale może też być kombinacją wymienionych kolorów.
Blaszki
Blaszki białe, dość gęste, o różnej długości (blaszki krótkie przemieszane z dłuższymi) Są giętkie (nie kruszą się przy dotknięciu palcem) – co jest wyjątkiem wśród gołąbków. Ten gatunek jest jedynym gołąbkiem, którego blaszki na starszych grzybach nie stają się kruche, lecz zachowują elastyczność.
Trzon
Wysokość 5–12 cm, grubość 2–3 cm, walcowaty, początkowo twardy, później gąbczasty. Biały, rzadko zabarwiony na liliowoczerwono.
Miąższ
Trwale biały, dość ścisły. Smak łagodny. W odróżnieniu od innych gołąbków miąższ nie barwi się pod wpływem siarczanu żelazawego na różowocielisto.
Cechy mikroskopowe
Wysyp zarodników biały. Zarodniki szeroko elipsoidalne o rozmiarach 7–9,5 × 5,5–7 µm i powierzchni pokrytej dużymi i małymi brodawkami. Podstawki o rozmiarach 40–50 × 8–13 µm. Wrzecionowate cystydy mają rozmiar 60–95 × 4–6 (13) µm i niewielki, zaokrąglony kończyk. Pod działaniem sulfowaniliny szarzeją. Występują nieliczne przewody mleczne.
Gatunki podobne
Podobny jest gołąbek oliwkowozielony (Russula heterophylla). Różni się gęstszymi i widelcowato pozrastanymi przy trzonie blaszkami oraz przewagą oliwkowozielonego koloru na kapeluszu. Można go też pomylić z jadalnym gołąbkiem fiołkowozielonym (Russula ionochlora), o małych rozmiarach i z kruszącymi się blaszkami. Porównaj również z jadalnymi: gołąbkiem chmurnym (Russula parazurea) oraz gołąbkiem szarym (Russula grisea).

## Występowanie i siedlisko
Występuje w Europie, Ameryce Północnej i Środkowej, Azji i Australii. W Polsce jest bardzo pospolity.
Grzyb naziemny. Rośnie od lipca do października, przeważnie w lasach liściastych, rzadziej iglastych, głównie pod dębami lub bukami. Rośnie na różnych glebach, unika tylko gleb wapiennych. W Europie Środkowej i w Polsce jest dość częsty.

## Znaczenie
Grzyb mykoryzowy. Jest jadalny. Jeden z najbardziej smacznych gołąbków w Polsce. Może być przyrządzany w każdy typowy dla grzybów sposób, może też być marynowany w occie. Dobre efekty smakowe daje marynowanie go wspólnie z borowikiem szlachetnym.